# Estación de Alumbres
Alumbres es una estación de ferrocarril situada en la localidad de Alumbres, en el municipio español de Cartagena en la Región de Murcia. Forma parte de la red de vía estrecha operada por Renfe Operadora a través su división comercial Renfe Cercanías AM. Está integrada dentro del núcleo de Cercanías Murcia/Alicante como parte de la línea C-4f entre Cartagena y Los Nietos.

## Situación ferroviaria
Se encuentra en el punto kilométrico 5,6 de la línea férrea de ancho métrico que une Cartagena con Los Nietos. Se corresponde con la línea 08-360 - Cartagena Plaza Bastarreche-Los Nietos de la Red Ferroviaria de Interés General de España, administrada por el Adif. El tramo es de vía única sin electrificar.

## Historia
El origen de la estación está en la segunda mitad del siglo XIX, cuando se construyó la línea de ancho métrico entre Cartagena y La Unión por iniciativa de la empresa The Carthagena & Herrerías Steam Tramway Company Limited, siendo inaugurada el 14 de octubre de 1874. 
La estación pasó a manos de Explotación de Ferrocarriles por el Estado (EFE) el 26 de febrero de 1939, situación que se mantuvo hasta 1964, cuando las instalaciones fueron transferidas a Ferrocarriles Españoles de Vía Estrecha (FEVE), que acometió en 1972 la adaptación de la línea desde su ancho de vía de 1.067 mm original a 1.000 mm, unificando la línea con el resto de su red.
El 1 de enero de 2013, se disolvió la empresa Feve en un intento del gobierno por unificar vía ancha y estrecha, encomendándose la titularidad de las instalaciones ferroviarias a Adif y la explotación de los servicios ferroviarios a Renfe Operadora, distinguiéndose la división comercial de Renfe Cercanías AM para los servicios de pasajeros y de Renfe Mercancías para los servicios de mercancías.

## Servicios ferroviarios

### Cercanías
Forma parte de la línea C-4f Cartagena - La Unión - Los Nietos de Cercanías Murcia/Alicante.